# Sunstrobe-Recording
Das Sunstrobe-Recording ist ein aus dem Englischen übernommener Fachbegriff für eine statistische Messmethode, mit der das vertikale Antennendiagramm einer auf Empfang geschalteten Radarantenne bestimmt wird.

## Beschreibung
Die Sonne strahlt nicht nur sichtbares Licht und benachbarte Frequenzen aus, sondern ein sehr breites Spektrum elektromagnetischer Wellen. Diese Strahlung konnte schon mit extrem empfindlichen Empfängern von alten analogen Radargeräten empfangen werden. Auf dem Radarschirm erschien diese Strahlung als ein schmaler Störsektor mit Rauschstörungen (engl. strobe), der genau aus der Richtung der Sonne kam und deswegen Sunstrobe genannt wurde.

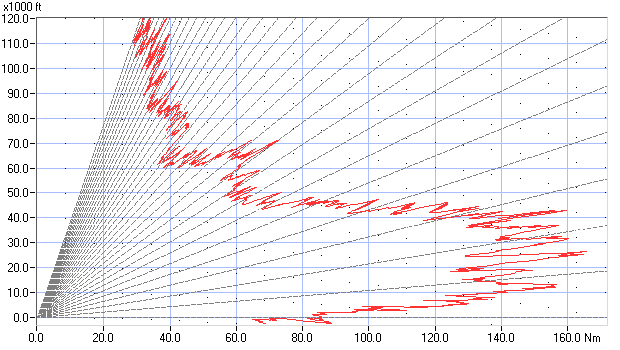
Vertikales Antennendiagramm einer Radarantenne mit Cosecans²-Diagramm, gemessen mit RASS-S und dem Sunstrobe-Recording

In modernen digitalen Radargeräten wird dieser Sunstrobe unterdrückt, da der Radarsignalprozessor anhand von Datum, Uhrzeit und der geografischen Lage des eigenen Standortes den aktuellen Sonnenstand genau berechnen kann.
Beim Sunstrobe-Recording wird der Pegel des Sonnenrauschens stetig aufgezeichnet und angenommen, dass während eines Messzyklus die Sonnenstrahlung konstant sei. Da die Sonne während des Sonnenauf- oder Untergangs alle Höhenwinkel der Radarantenne durchläuft, kann die Änderung der Amplitude des Sonnenrauschens als Maß für die Veränderung des Antennengewinns in Abhängigkeit vom Höhenwinkel genommen werden.
Während der Messkampagne erhält jeder Messwert einen Zeitstempel, mit dem später der zu diesem Messwert gehörige Höhenwinkel der Sonne errechnet wird.
Da während der Messungen der genaue Pegel der Sonnenstrahlung auf der Empfangsfrequenz des Radargerätes unbekannt ist, verwendet man im bisher beschriebenen Verfahren als Bezug nur einen relativen Pegel. Meist wird der größte Messwert als ±0 definiert und alle anderen Messwerte als Dämpfung angetragen. Somit kann zwar eine ausreichend genaue Aussage über die Diagrammform getroffen werden, aber keine über die zu erwartende Reichweite des Radargerätes.
Erst wenn ein Messflugzeug mit einer bekannten Flughöhe das Radargerät anfliegt, kann aus dem Bild mit den relativen Messwerten ein absoluter Bezug hergestellt werden. Wird die Größe des Diagramms der mit dem Messflug festgestellten Reichweite angepasst, also an Abszisse und Ordinate des Diagramms absolute Reichweiten und Höhen angetragen, dann können ohne weitere Messflüge alle anderen Reichweiten in den verschiedenen Flughöhen aus dem Diagramm abgelesen werden.
Für Radargeräte, die dieses Messverfahren noch nicht selbstständig durchführen können, gibt es Messgerätesätze, die das Antennendiagramm aufnehmen können. Diese Messgerätesätze werden RASS-S (Radar Analysis Support System for Sites) oder SASS-S (Surveillance Analysis Support System for Sites) genannt.
Von einem Sunstrobe alignment (dt. Sunstrobe-Ausrichtung) spricht man, wenn das Radar die Messergebnisse des Sunstrobes automatisch verwendet, um zum Beispiel die Einordnung zu prüfen und gegebenenfalls zu korrigieren.